# Pramenisko Tople
Pramenisko Tople je národní přírodní rezervace v katastrálním území obce Livovská Huta v okrese Bardejov v Prešovském kraji na Slovensku. Území bylo vyhlášeno v roce 2002 a jeho rozloha je 28,66 hektaru. Předmětem ochrany je prameniště řeky Topľa a přirozené porosty čergovských jedlobučin a horských luk.